# Westhoughton
Westhoughton är en stad och civil parish i Bolton i Greater Manchester i England. Orten har 24 974 invånare (2011).